# Villaviciosa de Odón
Villaviciosa de Odón è un comune spagnolo di 22 564 abitanti situato nella comunità autonoma di Madrid. La città è situata a circa 30 km dalla capitale spagnola, e i suoi abitanti sono per la maggior parte studenti dell'"Università Europea di Madrid" che si trova nei paraggi della città. La media di studenti internazionali è piuttosto elevata, e al primo posto (dopo la spagnola) è situata la comunità italiana, seguita della francese e da più piccoli gruppi provenienti da tutte le parti del mondo.